# Вевеж (Великопольське воєводство)
Вевеж (пол. Wewierz) — село в Польщі, у гміні Ходув Кольського повіту Великопольського воєводства.
Населення — 82 особи (2011).
У 1975-1998 роках село належало до Конінського воєводства.

## Демографія
Демографічна структура станом на 31 березня 2011 року:
|          | Загалом | Допрацездатний вік | Працездатний вік | Постпрацездатний вік |
| -------- | ------- | ------------------ | ---------------- | -------------------- |
| Чоловіки | 42      | 7                  | 29               | 6                    |
| Жінки    | 40      | 6                  | 23               | 11                   |
| Разом    | 82      | 13                 | 52               | 17                   |